# Karukerana aguilari
Karukerana aguilari är en insektsart som beskrevs av Bonfils 1965. Karukerana aguilari ingår i släktet Karukerana och familjen vårtbitare. Inga underarter finns listade i Catalogue of Life.